# 4964 Kourovka
A 4964 Kourovka (ideiglenes jelöléssel 1979 OD15) a Naprendszer kisbolygóövében található aszteroida. Nyikolaj Sztyepanovics Csernih fedezte fel 1979. július 21-én.